# 中央手工业管理局
中央手工业管理局是中华人民共和国国务院曾经设立过的直属机构。 

## 历史
1954年11月10日，国务院决定成立中央手工业管理局，局长白如冰。1955年手工业合作社与供销合作社正式分开，单独建立了全国手工业合作总社筹备委员会，与中央手工业管理局合署办公。
1956年6月1日，国务院正式批准成立中央工艺美术学院。同年11月1日，中央工艺美术学院建院典礼在北京阜成门外白堆子举行。中央手工业管理局副局长邓洁兼任中央工艺美术学院院长。1958年4月，中央手工业管理局与轻工业部合并。 
1961年6月中共中央颁发《关于城乡手工业若干政策问题的规定（试行草案）（简称《手工业35条》），明确规定：「我国手工业应以集体所有制为主。」1961年10月5日第二届全国人民代表大会常务委员会第四十三次会议决定重新成立中央手工业管理总局，与轻工业部分开，全国手工业合作总社与中央手工业管理总局合署办公。总局、总社工作由邓洁主持。1962年3月中央、国务院调陈一帆任全国手工业合作总社主任，任命邓洁为中央手工业管理总局局长。1964年3月成立中央手工业管理总局政治部，杨玉山任主任。
1965年初，国务院决定撤销中央手工业管理总局，成立第二轻工业部。全国手工业合作总社与第二轻工业部合署办公。徐运北任部长。 